# Alisha Weir
Alisha Weir (* 26. September 2009 in Dublin) ist eine irische Kinderdarstellerin, bekannt durch die Titelrollen der Musicalverfilmung  Matilda und des Horrorfilms Abigail.

## Leben und Karriere
Weir wurde 2009 in Dublin geboren, wo sie in Knocklyon aufwuchs. Ihr Vater arbeitet als Autohändler. Sie hat zwei ältere Schwestern, von denen die älteste Musiktheater an der Urdang Academy in Islington studierte und die zweite Film, Musik und Schauspiel an der University College Dublin. Weir ging auf die Talented Kids Performing Arts School & Agency. Sie hatte ihre ersten Theaterrollen 2017 und trat bis 2019 in Produktionen der National Concert Hall von Dublin auf. Ihr Filmdebüt hatte sie 2018 in Don’t Leave Home. Mit elf Jahren wurde sie in der Titelrolle Matilda des 2022 erschienenen Films Roald Dahls Matilda – Das Musical besetzt, der Netflix-Verfilmung des Musicals Matilda zu dem gleichnamigen Roman. Für den Film sang sie mehrere Lieder des Soundtracks. 2023 erschien sie in Kleine schmutzige Briefe als Tochter der Rolle von Jessie Buckley. Eine weitere Titelrolle spielte sie 2024 in dem Horrorfilm Abigail als Vampirmädchen. Für diese lernte sie Ballett und en pointe zu gehen. Forbes inkludierte sie im April 2024 in einer Liste 30 Under 30.

## Theaterauftritte
- 2017: Once (Olympia Theatre Dublin)
- 2017: Annie (National Concert Hall)
- 2018: The Wizard of Oz (National Concert Hall)
- 2019: Oliver! (National Concert Hall)

## Filmografie
- 2018: Don’t Leave Home
- 2019: Darklands (Fernsehserie, 5 Episoden)
- 2020: Ooops! 2 – Land in Sicht (Ooops! 2: The Adventure Continues..., Synchronstimme)
- 2022: Roald Dahls Matilda – Das Musical (Matilda the Musical)
- 2022: Fia’s Fairies (Fernsehserie, Synchronstimme)
- 2023: Kleine schmutzige Briefe (Wicked Little Letters)
- 2024: Abigail

## Auszeichnungen und Nominierungen
für Roald Dahls Matilda – Das Musical:
- 2022 Dublin Film Critics Circle Awards: Auszeichnung als Breakthrough-Artist
- 2023 Irish Film & Television Awards: Nominierung als Beste Hauptdarstellerin
- 2023 London Critics’ Circle Film Award: Nominierung als Beste britische Nachwuchsdarstellerin
- 2023 Young Artist Awards: Nominierung als Beste Hauptdarstellerin in einem Spielfilm

für Abigail:
- 2024 Fangoria Chainsaw Awards: Nominierung als Beste Nebendarstellerin
- 2025 Critics’ Choice Movie Awards: nominiert als Beste/r Nachwuchsschauspieler/in
- 2025 Saturn Awards: nominiert als Beste/r Nachwuchsschauspieler/in
- 2025 IFTA Film & Drama Awards: nominiert als Beste Hauptschauspielerin